# Surprises
Surprises è un album discografico a nome di Herbie Mann Featuring Cissy Houston, pubblicato dalla casa discografica Atlantic Records nel 1976.

## Tracce

### LP
Lato A
1. Draw Your Breaks – 4:50 (Derrick Harriott, David Scott) – Registrato nel 1973 al Dynamic Studios di Kingston (Giamaica), sovraincisioni del (circa) 1973 effettuate al Media Sound Studios di New York
2. Cajun Moon – 6:17 (J.J. Cale) – Registrato (circa) nel 1975 al Atlantic Recording Studios di New York
3. Creepin' – 5:00 (Stevie Wonder) – Registrato (circa) nel 1975 al Atlantic Recording Studios di New York
4. Easter Rising – 4:40 (Pat Rebillot, Pat Kirby) – Registrato (circa) nel 1975 al Media Sound Studios di New York

Lato B
1. Asa branca – 3:55 (Luis Gonzaga, Humberto Teixeira, Louis Uliveira) – Registrato (circa) nel 1975 al Media Sound Studios di New York
2. The Sound of Winwood – 2:34 (Herbie Mann) – Registrato il 13 aprile 1974 al Mori Studios di Tokyo (Giappone)
3. Cricket Dance – 4:17 (Herbie Mann) – Registrato (circa) nel 1975 al Atlantic Recording Studios di New York
4. The Butterfly in a Stone Garden – 5:19 (Herbie Mann) – Registrato il 13 aprile 1974 al Mori Studios di Tokyo (Giappone)
5. Anata (I Wish You Were Here with Me) – 3:07 (Herbie Mann) – Registrato il 1º aprile 1974 al Mori Studios di Tokyo (Giappone)

## Musicisti
Draw Your Breaks
- Herbie Mann - flauto alto
- Cissy Houston - voce solista
- Eunice Peterson - voce
- Rannelle Braxton - voce
- Pat Rebillot - tastiere
- David Newman - sassofono tenore
- Rod Bryan - chitarra
- Hux Brown - chitarra
- Gladstone Anderson - piano
- Winston Wright - organo
- Jackie Jackson - basso
- Michael Richard - batteria
- Registrazioni effettuate al Dynamic Studios di Kingston (Giamaica), sovraincisioni effettuate al Media Sound Studios di New York City, New York (Stati Uniti)
- Jimmy Douglass - ingegnere delle registrazioni e del remixaggio

Cajun Moon
- Herbie Mann - flauto basso, flauto
- Cissy Houston - voce
- Hugh McCracken - chitarra
- Jerry Friedman - chitarra
- Pat Rebillot - tastiere
- Tony Levin - basso
- Steve Gadd - batteria
- David Newman - sassofono tenore
- Ralph MacDonald - percussioni
- Armen Halburian - percussioni
- Registrazioni effettuate al Atlantic Recording Studios di New York City, New York (Stati Uniti)
- Jimmy Douglass - ingegnere delle registrazioni e del remixaggio

Creepin'
- Herbie Mann - flauto
- Cissy Houston - voce
- Bob Mann - chitarra
- Jerry Friedman - chitarra
- Pat Rebillot - tastiere
- Tony Levin - basso
- Steve Gadd - batteria
- David Newman - sassofono tenore
- Ralph MacDonald - percussioni
- Armen Halburian - percussioni
- Registrazioni effettuate al Atlantic Recording Studios di New York City, New York (Stati Uniti)
- Jimmy Douglass - ingegnere delle registrazioni e del remixaggio

Easter Rising
- Herbie Mann - flauto
- Cissy Houston - voce solista, accompagnamento vocale-cori
- Judy Clay - accompagnamento vocale-cori
- Bob Mann - chitarra
- Jerry Friedman - chitarra
- Pat Rebillot - tastiere
- Bob Babbitt - basso
- Rick Marotta - batteria
- Armen Halburian - percussioni
- Gene Orloff - violino
- Guy Lumia - violino
- Richard Sortomme - violino
- David Nadien - violino
- Emanuel Vardi - viola
- Richard Maximoff - viola
- Jesse Levy - violoncello
- Charles McCracken - violoncello
- Registrazioni effettuate al Media Sound Studios di New York City, New York (Stati Uniti)
- Tony Bongiovi - ingegnere delle registrazioni
- Jimmy Douglass - ingegnere del remixaggio

Asa branca
- Herbie Mann - flauto
- Cissy Houston - voce
- Bob Mann - chitarra
- Jeff Mironov - chitarra
- Pat Rebillot - tastiere
- Bob Babbitt - basso
- Rick Marotta - batteria
- Armen Halburian - percussioni
- Sammy Figueroa - percussioni
- Rafael Cruz - percussioni
- Registrazioni effettuate al Media Sound Studios di New York City, New York (Stati Uniti)
- Tony Bongiovi - ingegnere delle registrazioni
- Registrazioni aggiunte effettuate al Atlantic Recording Studios di New York City, New York (Stati Uniti)
- Jimmy Douglass - ingegnere delle registrazioni e del remixaggio

The Sound of Winwood
- Herbie Mann - flauto
- Sam Brown - chitarra
- Pat Rebillot - tastiere
- Tony Levin - basso
- Steve Gadd - batteria
- Armen Halburian - percussioni
- Minoru Muraoka - koto
- Shakuhachi Harumi Nakamura - koto
- Kazuko Tsubamoto - koto
- Eriko Kuramoto - koto
- Somei Sasaki - shamisen
- Shamisen Yosei Sato - tsuzumi
- Seiko Fujisya - tsuzumi
- Yosei Sato - syo
- Hiromitsu Katada - wadaiko sets
- Kisuku Katada - o-daiko
- Registrazioni effettuate al Mori Studios di Tokyo (Giappone)
- Shima & Ishizuka - ingegneri delle registrazioni
- Remixato al Atlantic Recording Studios di New York City, New York (Stati Uniti)
- Lew Hahn - ingegnere del remixaggio

Cricket Dance
- Herbie Mann - flauto
- Jerry Friedman - chitarra
- Bob Mann - chitarra, chitarra solo
- Pat Rebillot - tastiere
- Tony Levin - basso
- Steve Gadd - batteria
- Armen Halburian - percussioni
- Registrazioni effettuate al Atlantic Recording Studios di New York City, New York (Stati Uniti)
- Lew Hahn - ingegnere delle registrazioni e del remixaggio

The Butterfly in a Stone Garden
- Herbie Mann - flauto
- Bob Mann - chitarra
- Pat Rebillot - tastiere
- Tony Levin - basso
- Steve Gadd - batteria
- Armen Halburian - percussioni
- Harumi Nakamura - koto, koto moderno
- Kazuko Tsubamoto - koto
- Eriko Kuramoto - koto
- Somei Sasaki - shamisen
- Yosei Sato - syo
- Seiko Fujisya - tzuzumi
- Hiromitsu Katada - wadaiko sets
- Kisaku Katada - o-daiko
- Registrazioni effettuate al Mori Studios di Tokyo (Giappone)
- Shima & Ishizuka - ingegneri delle registrazioni
- Registrazioni aggiunte e remixaggio effettuati al Media Sound Studios di New York City, New York (Stati Uniti)
- Jimmy Douglass - ingegnere delle registrazioni e del remixaggio

Anata (I Wish You Were Here with Me)
- Herbie Mann - flauto
- Jerry Friedman - chitarra
- Pat Rebillot - tastiere
- Tony Levin - basso
- Steve Gadd - batteria
- Armen Halburian - percussioni
- Akiko Kosaka - voce
- Registrazioni effettuate al Mori Studios di Tokyo (Giappone)
- Shima & Ishizuka - ingegneri delle registrazioni
- Registrazioni aggiunte e remixaggio effettuati al Atlantic Recording Studios di New York City, New York (Stati Uniti)
- Lew Hahn - ingegnere delle registrazioni e del remixaggio

Note aggiuntive
- Herbie Mann - produttore
- Pat Rebillot - arrangiamenti
- Paula Bisacca - design album, art direction
- Burt Groedel - illustrazione copertina album originale[1]